# Г8
 Тази статия е за стария формат до 2014.  За за актуалния формат вижте Г-7.  
Групата на осемте, или съкратено Г-8, е название на междуправителствен политически форум с участието на осем водещи индустриализирани държави, които са демократични. От 1997 до 2014 г. форумът е наричан Г8, но след изключването на Русия през 2014 г. форматът се променя на Групата на седемте, или съкратено Г7.
Форумът е създаден на среща на високо равнище през 1975 г., организирана от Франция, която събира представители на шест правителства: Франция, Обединеното кралство, Германия (ФРГ до 1989 г.), Италия, Япония и САЩ. Това довежда до наименованието „Г-6“, което се променя на „Г-7“ след включването на Канада през 1976 г. След това Русия е присъединена през 1997 и Г-7 става Г-8. През 2014 г. Русия е изключена след анексирането на Крим и форумът връща старото си наименование Г-7. Някои представители на страните от Г-7 констатират, че се интересуват от връщането на Русия обратно във форума. Въпреки това през 2017 Русия заявява, че трайно ще напусне политическия форум Г-8. Европейският съюз имал представителство от 1980-те години, но като нелицензиран участник, което го лишава от правото да бъде домакин на среща на върха.
40-ата среща на високо равнище е първият път, в който се дава възможност на ЕС да бъде домакин и да вземе участие във форума. Колективно през 2012 г. държавите от Г-8 съставляват 50,1 % от световния номинален БВП за 2012 г. и 40,9% от световния БВП (ПЧП).
Г7 може да се позовава и представя на държавите членки на обща или годишна среща на върха на правителствените представители на Г7. Министрите на Г7 също се срещат през годината, като например финансовите министри (срещат се четири пъти годишно), външните министри или министрите на околната среда.
Всяка календарна година домакинството на срещата на Г8 се завърта на ротационен принцип между държавите членки в следната последователност: Франция, Съединените щати, Обединеното кралство, Русия (спряно), Германия, Япония, Италия и Канада. Страната-домакин определя дневния ред, организира срещата на върха за съответната година и определя кои министерски срещи ще се проведат.
През 2005 г. Обединеното кралство инициира практиката да покани пет новоразвиващи се икономически държави – Бразилия, Китай, Индия, Мексико и Южна Африка, да присъстват на срещите на Г8, известни като Г8 + 5, но тази практика остава краткотрайна. Тъй като големите икономики от Г-20 се увеличиха след срещата на върха във Вашингтон през 2008 г., световните лидери от групата обявиха на срещата си в Питсбърг през септември 2009 г., че групата ще измести Г-8 като основен икономически съвет на богатите държави. Независимо от това Г-7 запазва своята релевантност като управляваща група за Запада със специално значение, свързано с Япония.

## История
След срещата на върха на Г7 през 1994 г. в Неапол, руските представители проведоха отделни срещи с лидерите на Г7 след нейното провеждане. Тази неформална договореност беше наречена „политически 8 (P8)“, или „колоквиално Г7 + 1“. По покана на премиера на Великобритания Тони Блеър и президента на САЩ Бил Клинтън президентът Борис Елцин бе избран на първо място като гостуващ наблюдател, по-късно като пълноправен участник. Този метод се разглежда като начин да се насърчи президента Елцин към скорошни капиталистически реформи. Русия официално се присъединява към групата през 1998 г., което довежда до Групата на осемте, или Г8.

### Участието на Русия
Първата среща на върха на Г8 след като Русия официално се присъединява към групата на Г7, се е състояла през 1997 г., а последната се провежда през 2013 г. Срещата на върха през 2014 г. бе вече насрочена за юни в Сочи, когато Русия анексира Крим. Поради това на 24 март 2014 г. останалите седем държави решават да проведат отделна среща без Русия в Брюксел, Белгия. Руският външен министър Сергей Лавров омаловажи значението на решението на САЩ и съюзниците му и посочи, че големите международни решения са вземани от страните от Г20.
По-късно италианската външна министърка Федерика Могерини и други италиански власти заедно с члена на борда на института „Изток – Запад“ Волфганг Ишингер предложиха на Русия да възстанови членството си в групата. През април 2015 г. германският външен министър Франк-Валтер Щайнмайер заяви, че Русия ще бъде приветствана да се върне в Г8, при условие, че се приложи Минският протокол. През 2016 г. той добави, че „никой от големите международни конфликти не може да бъде решен без Русия", а страните от Г7 ще обмислят връщането на Русия в групата през 2017 г. Същата година японският премиер Шинзо Абе призова завръщането на Русия в Г8 и че участието на Русия е „от решаващо значение за справяне с многобройните кризи в Близкия изток“.
През януари 2017 г. италианският външен министър Ангелино Алфано заяви, че Италия се надява „да възобнови форума на Г8 с Русия и да сложи край на атмосферата на Студената война“. На 13 януари 2017 г. Русия обяви, че ще напусне трайно групата Г8.

## Структура и дейности
По проект Г8 нямаше създадена административна структура като тази на международните организации, каквито са например Обединените нации или Световната банка. Групата няма постоянен секретариат или офиси на своите членове.
Председателството на групата се върти ежегодно сред страните членки, като всеки нов мандат започва на 1 януари. Редът за ротация е: Франция, Съединените щати, Обединеното кралство, Русия (прекъснато), Германия, Япония, Италия и Канада.
Страната, отговаряща за председателството, носи отговорност за планирането и провеждането на серия от срещи на равнище министри, което води до среща на върха в средата на годината и на нея присъстват ръководителите на правителството. Председателят на Европейската комисия участва равностойно на всички срещи на върха.
На срещите на министрите се събират министри, отговарящи за различни сектори, за да обсъдят въпроси от взаимен или глобален интерес. Редица теми включват здравеопазването, правоприлагането, труда, икономическото и социалното развитие, енергетиката, околната среда, външните работи, правосъдието и вътрешните работи, тероризма и търговията. Има и отделен набор от срещи, известни като G8 + 5, създадени по време на срещата на върха в Гленилес, Шотландия, през 2005 г., на която присъстват министрите на финансите и енергетиката от осемте държави членки в допълнение към петте „аутрични страни“, известни също като Групата на петте – Бразилия, Китайската народна република, Индия, Мексико и Южна Африка.
През юни 2005 г. министрите на правосъдието и вътрешните министри от страните от Г8 се споразумяват да създадат международна база данни за педофилите. Служителите на Г8 също се съгласяват да обединяват данни за тероризма, обекти на ограничение по отношение на законите за неприкосновеността на личния живот и сигурността в отделните държави.

## Теми

### Храни
Главният фокус на вниманието на Г8 от 2009 г. насам е световно предлагане на храни. На срещата на високо равнище, която се провежда в L'Aquila през 2009 г., членовете на Г8 обещават да дадат 20 млрд. долара за този въпрос в продължение на три години. Оттогава само 22% от обещаните средства са били предоставени.
На срещата на върха през 2012 г. президентът на САЩ Барак Обама поиска от лидерите на Г8 да приемат инициативата New Alliance for Food Security and Nutrition, за да се помогне на бедните в селските райони да произвеждат повече храна и да я продават на процъфтяващите местни и регионални пазари, както и на световния пазар.

### Глобална енергия
На срещата на високо равнище в Хайлигендам през 2007 г. Г8 признава и приема предложението на ЕС за световна инициатива за ефективно използване на енергията. Те се договарят заедно с Международната агенция по енергетика да проучат най-ефективните средства за насърчаване на енергийната ефективност в международен мащаб. Година по-късно, на 8 юни 2008 г., заедно с Китай, Индия, Южна Корея и Европейската общност Г8 създава международно партньорство за сътрудничество в областта на енергийната ефективност на срещата на министрите по енергетика, организирана от Япония, председателстваща Г-8 през 2008 г. в Аомори.

### Изменение на климата
Министрите на финансите на Г8, докато се подготвят за 34-тата среща на върха на държавните и правителствените ръководители на Г-8 в Тояко, Хокайдо, се срещат на 13 и 14 юни 2008 г. в Осака, Япония. Те се съгласяват на плана за действие на Г8 по темите за изменението на климата и засилването на ангажираността на частните и публичните финансови институции. В заключение министрите подкрепиха стартирането на Световната банка за нови инвестиционни фондове за климата (CIF), които ще помогнат на съществуващите усилия за въвеждането на нова рамка в рамките на РКООНИК след 2012 г. РКООНИК не е напът да постигне някоя от поставените цели.

## Критика и оценки
На 20 юли 2001 г., се провежда 27-ата среща на Г8 в Генуа, Италия. Протестиращите запалват полицейски автомобили.
Някои критики са насочени към твърдението, че членовете на Г8 не предприемат достатъчно, за да помогнат на глобалните проблеми, поради стриктната патентна политика и други въпроси, свързани с глобализацията. В разгръщането на глобалния апартейд политическият анализатор Тит Александър описва Г7, както е била и през 1996 г., като кабинет на световното управление на малцинствата, с координираща роля в световните дела.
Фондацията „Херитидж“ критикува Г8 в застъпничество за продоволствената сигурност, без да създава възможности за икономическа свобода.
Практическото значение на Г8 подлежи на обсъждане от 2008 г. нататък. Той представляваше големите индустриализирани страни, но критиците твърдят, че Г8 вече не представлява най-мощните икономики в света, като например Китай, който надминава САЩ, а именно представителството е концентрирано към САЩ.